# Sisyra mierae
Sisyra mierae là một loài côn trùng trong họ Sisyridae thuộc bộ Neuroptera. Loài này được Monserrat miêu tả năm 1981.